# HMS Fortune (H70)
HMS Fortune (H70) là một tàu khu trục lớp F được Hải quân Hoàng gia Anh Quốc chế tạo vào đầu những năm 1930. Sau các hoạt động ban đầu trong Chiến tranh Thế giới thứ hai, bao gồm việc đánh chìm một tàu ngầm U-boat Đức vào năm 1939, nó được chuyển giao cho Hải quân Hoàng gia Canada và hoạt động như một chiếc thuộc lớp River dưới tên gọi HMCS Saskatchewan (H70) từ năm 1944 đến năm 1946.

## Thiết kế và chế tạo
Lớp tàu khu trục F có đặc tính tương tự như Lớp tàu khu trục C và D dẫn trước vào năm 1931, nhưng có dáng lườn tàu và cầu tàu được cải tiến, được bố trí ba phòng nồi hơi thay vì hai, và pháo QF 4,7 inch (120 mm) có thể nâng đến góc 40° thay vì 30° như ở lớp trước.
Fortune được đặt hàng trong Chương trình Chế tạo Hải quân 1932. Nó được đặt lườn vào ngày 25 tháng 7 năm 1933 tại xưởng tàu của hãng John Brown Shipbuilding & Engineering Company Ltd. ở Clydebank; được hạ thủy vào ngày 29 tháng 8 năm 1934 và hoàn tất vào ngày 27 tháng 4 năm 1935.

### HMSFortune
Vào ngày 20 tháng 9 năm 1939, đang khi tuần tra về phía Bắc khu vực tiếp cận phía Tây, Fortune cùng với tàu chị em HMS Forester (H74) được ghi nhận đã đánh chìm tàu ngầm U-boat Đức U-27. Trong mùa Xuân tiếp theo, đang khi hộ tống các đơn vị thuộc Hạm đội Nhà về phía Tây Bắc Shetlands, Fortune được ghi công đã đánh chìm tàu ngầm U-44, cho dù các nghiên cứu sau này cho biết chiếc tàu ngầm bị đắm do đi vào bãi mìn do các tàu khu trục Anh khác rải vào đêm 13 tháng 3 năm 1940. Đến tháng 4, nó hộ tống các tàu sân bay HMS Ark Royal và HMS Glorious khi những chiếc này hỗ trợ trên không cho cuộc triệt thoái lực lượng Anh khỏi Åndalsnes và Namsos trong Chiến dịch Na Uy.
Vào tháng 9 năm 1940, Fortune tham gia Chiến dịch Menace hộ tống cho Lực lượng M trong kế hoạch đổ bộ lực lượng Pháp Tự do lên Dakar, một căn cứ quan trọng tại Tây Phi còn do phe Vichy Pháp chiếm giữ. Vào ngày 24 tháng 9, trong cuộc bắn phá xuống Dakar, nó đã đánh chìm tàu ngầm Ajax của phe Vichy, nhưng cứu vớt được 76 người sống sót. Đến tháng 5 năm 1941, nó bị hư hại do không kích ngoài khơi Algérie; sau khi được sửa chữa tạm thời tại Gibraltar trước khi quay trở về Anh, nó được sửa chữa triệt để tại xưởng tàu Chatham. Công việc chỉ hoàn tất vào tháng 2 năm 1942, khi nó tham gia vào các đoàn tàu vận tải Malta. Sau đó nó gia nhập Hạm đội Đông.
Vào tháng 1 năm 1943, Fortune được tái trang bị tại một xưởng tàu tư nhân tại Anh sau khi có thỏa thuận chuyển giao nó cho Hải quân Hoàng gia Canada.

### HMCSSaskatchewan
Nó được cho xuất biên chế khỏi Hải quân Hoàng gia vào ngày 31 tháng 5 năm 1943 để chuyển cho Canada, và được nhập biên chế Hải quân Hoàng gia Canada cùng ngày hôm đó dưới tên gọi HMCS Saskatchewan (H70). Công việc bàn giao chính thức hoàn tất vào tháng 6 năm 1943, và đến tháng 7, HMCS Saskatchewan gia nhập Đội hộ tống Canada 3 và được đặt làm soái hạm của đội. Nó tiếp tục nhiệm vụ này cho đến hết năm 1943. Từ ngày 6 đến ngày 30 tháng 6 năm 1944, nó được bố trí cùng Đội hộ tống làm nhiệm vụ chống tàu ngầm hỗ trợ cho Chiến dịch Overlord. Saskatchewan được cho xuất biên chế khỏi Hải quân Hoàng gia Canada vào ngày 28 tháng 1 năm 1946.

## Di sản
Chiếc chuông của HMCS Saskatchewan hiện đang được lưu giữ tại Bảo tàng Quân sự Vancouver Island ở Nanaimo British Columbia.